# Scepsidinae
Scepsidinae (лат.) — подсемейство слепней.

## Внешнее строение
Мелкие и средних размеров мухи. Глаза голые. На темени имеются три простых глазка. Усики короткие. Третий сегмент заострённый, поделён на 7 или 8 вторичных сегментов. Щупики очень короткие. Второй сегмент щупиков округлый с ямкой на вершине. Хоботок короткий. Задние голени на вершине с двумя шпорами. Субкостальная жилка без щетинок. Девятый тергит брюшка продольно разделён (Adersia) или у самок Scepsis — неразделённый треугольный.

## Систематика
Подсемейство было выделено Джозефом Бекуэртом в 1930 году и занимает промежуточное положение между подсемействами Chrysopsinae и Pangoniinae. С первым подсемейством роднит наличие простых глазков на темени, а со вторым — строение усиков и нижнечелюстных щупиков. В состав подсемейства Scepsidinae включают три рода и восемь видов:
- Scepsis Walker, 1850
  - Scepsis appendiculata (Macquart, 1840)
- Adersia Austen, 1912
  - Adersia ambigua Oldroyd, 1957
  - Adersia callani Oldroyd, 1957
  - Adersia gandarai Travassos Dias, 1959
  - Adersia guichardi Oldroyd, 1957
  - Adersia maculenta (Travassos Dias, 1956)
  - Adersia oestroides (Karsch, 1888)
- Braunsiomyia Bequaert, 1924
  - Braunsiomyia cinerea (Surcouf, 1921)

## Распространение
Они встречаются только в прибрежных песчаных местообитанияхв юго-восточной Африки и Южной Америки (Бразилия).